# Dexerto
Dexerto ist ein digitales Nachrichtenportal, das Neuigkeiten rund um Computerspiele und Unterhaltung anbietet.

## Geschichte
Dexerto wurde am 19. März 2015 gegründet. Anfangs konzentrierte sich das Portal auf E-Sports, entwickelte sich jedoch weiter und deckt nun auch Nachrichten über Influencer und Internetkultur ab.
Im Jahr 2021 generierte Dexerto 30 Millionen Besucher pro Monat und einen Umsatz von über 10 Millionen US-Dollar. Darüber hinaus wird Dexerto auch von anderen Nachrichtenportalen und Onlinemagazinen zitiert, darunter IGN, Kotaku und GamesRadar+.

## Kritik
2022 geriet Dexerto in Kritik, nachdem sie sich über die ehemalige Pornodarstellerin Adriana Chechik belustigt haben. Nachdem Chechik sich auf der diesjährigen TwitchCon den Rücken gebrochen hat, postete Dexerto auf X: "Former porn star Adriana Chechik gets her back blown out, this time by a hard floor at TwitchCon" ("Die ehemalige Pornodarstellerin Adriana Chechik bekommt ihren Rücken verrenkt, diesmal von einem harten Boden auf der TwitchCon"). Die Redewendung "blowing someone's back out" bezieht sich auf sexuelle Penetration. Dieser Post wurde danach subsequent gelöscht.
Auch Influencer wie Imane „Pokimane“ Anys warfen Dexerto vor, nur Clickbait-Artikel über sie zu schreiben.